# Cəlil Məmmədquluzadə

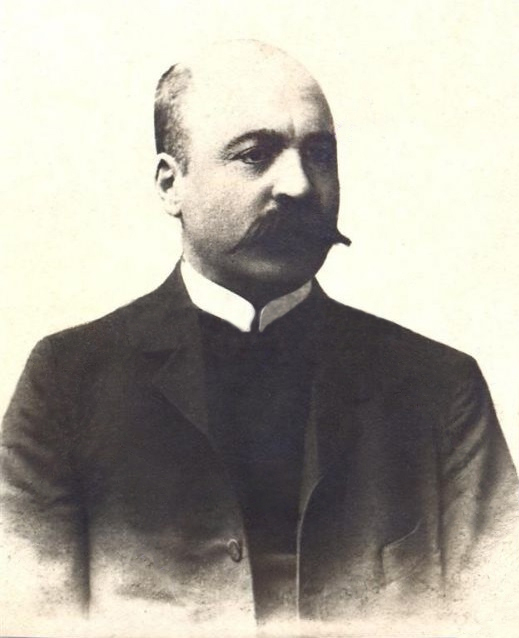
Cəlil Məmmədquluzadə

Cəlil Hüseynqulu oğlu Məmmədquluzadə (eingedeutscht Dschalil Mämmädgulusade; * 10. Februarjul. / 22. Februar 1866greg. in Naxçıvan, Gouvernement Eriwan, Russisches Kaiserreich; † 4. Januar 1932 in Baku, Aserbaidschanische SSR, UdSSR) war ein aserbaidschanischer Satiriker, Aufklärer, Journalist und Vertreter des kritischen Realismus in der aserbaidschanischen Literatur.

## Biographie
Zu Beginn seiner schulischen Laufbahn besuchte Məmmədquluzadə eine Madrasa, eine islamisch-religiöse Schule in Naxçıvan (Nachitschewan), wo er neben Arabisch und Persisch auch Scharia-Normen und Regeln unterrichtet bekam. Im Jahr 1882 ließ er sich im Transkaukasischen Lehrerseminar einschreiben. Diese zum damaligen Zeitpunkt hochpopuläre Bildungseinrichtung befand sich im georgischen Gori und spezialisierte sich hauptsächlich auf die Ausbildung von Grundschullehrern. Nach dem Abschluss 1887 war Məmmədquluzadə für einige Jahre als Lehrer in Şərur und Uluxanlı (heute Masis) tätig.
Məmmədquluzadə war Verfechter der Vereinheitlichung der aserbaidschanischen Literatursprache. In seinem 1920 erschienenen Werk „Das Buch meiner Mutter“ kritisierte er seine Zeitgenossen, die das Aserbaidschanisch mit unnötigen Begrifflichkeiten aus dem Russischen, Persischen und Türkischen überfrachteten. In der Folge wurde er zu einem der größten Initiatoren der Latinisierung des aserbaidschanischen Alphabets.
Ab 1898 lebte Məmmədquluzadə in Eriwan. 1903 zog er nach Tiflis, wo er drei Jahre in der Redaktion der aserbaidschanischsprachigen Zeitung „Şərqi Rus“ beschäftigt wurde.

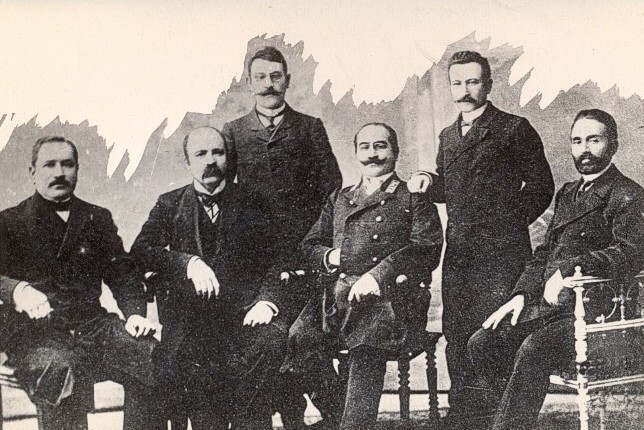
Məmmədquluzadə (zweiter links, sitzend) mit prominenten Vertretern der aserbaidschanischen Intelligenzija

Zusammen mit seinem Freund Ömər Faiq Nemanzadə erwarb Məmmədquluzadə 1905 eine Druckerei in Tiflis. Dadurch konnte er ein Jahr später die satirische Zeitschrift Molla Nəsrəddin (Molla Nasreddin) aus der Taufe heben, was der eigentliche Höhepunkt seiner journalistischen Laufbahn gilt. Das Magazin war die allererste, fortschrittlichste und liberal-demokratisch ausgerichtete Illustrierte im gesamten Orient, das die politisch-sozialen Missstände ihrer Zeit in extrem satirischer Form aufgegriffen hatte. In den folgenden 25 Jahren gab Məmmədquluzadə insgesamt 748 Ausgaben dieser Zeitschrift heraus, davon 340 in Tiflis und 400 in Baku.
Nach der Auflösung der Demokratischen Republik Aserbaidschan durch Sowjets im April 1920 zog Məmmədquluzadə nach Täbris und veröffentlichte dort 8 Ausgaben von Molla Nəsrəddin. Gegen Ende des Russischen Bürgerkrieges kehrte er 1922 nach Baku zurück und setzte die Publikation seiner Zeitschrift fort. Er starb im Januar 1932 an Hirnblutung.

## Literarischer Beitrag
Məmmədquluzadə gilt als einer der bekanntesten und einflussreichsten Schriftsteller Ende des 19. und Anfang des 20. Jahrhunderts in Aserbaidschan. Er schrieb eine Vielzahl von Dramen, Essays, Kurzgeschichten und Feuilletons. Eine seiner ersten Abhandlungen ist „Der verschwundene Esel“, eine 1894 geschriebene Kurzgeschichte, die sich mit der sozialen Ungleichheit befasst. Zu den berühmtesten Werken zählen “Poçt qutusu” (Der Briefkasten), „Danabaş kəndinin əhvalatları“ (Erzählungen aus dem Dorf Danabasch), „Ölülər“ (Die Toten), „Dəlilər yığıncağı“ (Versammlung von Verrückten) etc., in denen Ignoranz, übertriebener Stolz und religiöser Fanatismus scharf kritisiert wurden.

## Andenken
Nach Məmmədquluzadə wurden die Stadt Cəlilabad und das Dorf Cəlilkənd in der Autonomen Republik Naxçıvan benannt. Seinen Namen tragen zudem das Literaturmuseum und das Schauspielhaus in Naxçıvan. In Baku, Naxçıvan, Quba, Sumqayıt etc. wurden ihm Denkmäler gesetzt.
Nach Restaurierungsarbeiten wurde 2019 das Hausmuseum von Məmmədquluzadə in Baku wieder eröffnet.